# Alan Bean
Alan LaVern Bean (15. března 1932 Wheeler, Texas – 26. května 2018 Houston) byl americký astronaut z projektů Apollo a Skylab. Stal se čtvrtým člověkem, který stanul na povrchu Měsíce.

## Život

### Školy a výcvik
Jako mladý se věnoval stavbě letadel. Po ukončení střední školy byl přijat na fakultu leteckého inženýrství na Texaskou univerzitu v Austinu. V roce 1955 úspěšně studium ukončil a nastoupil k Námořnictvu Spojených států amerických. Po čtyřech letech byl poslán do školy zkušebních pilotů v Patuxent Riveru ve státě Maryland. Po přeškolení začal zkoušet nově zaváděná letadla na letadlových lodích. V době, kdy se odhodlal podat přihlášku k NASA na výcvik astronautů, měl nalétáno přes 2500 hodin, v roce 1963 absolvoval nezbytné testy a byl přijat. Následoval intenzivní výcvik a zařazení do projektu Gemini. Byl jmenován velitelem záložní jednotky Gemini 10. Po ukončení letů Gemini se přeškolil na projekt Apollo. Byl jmenován do záložní posádky Apolla 9 a v dubnu 1969 byl jmenován do hlavní posádky Apolla 12. V té době mu bylo 37 let.

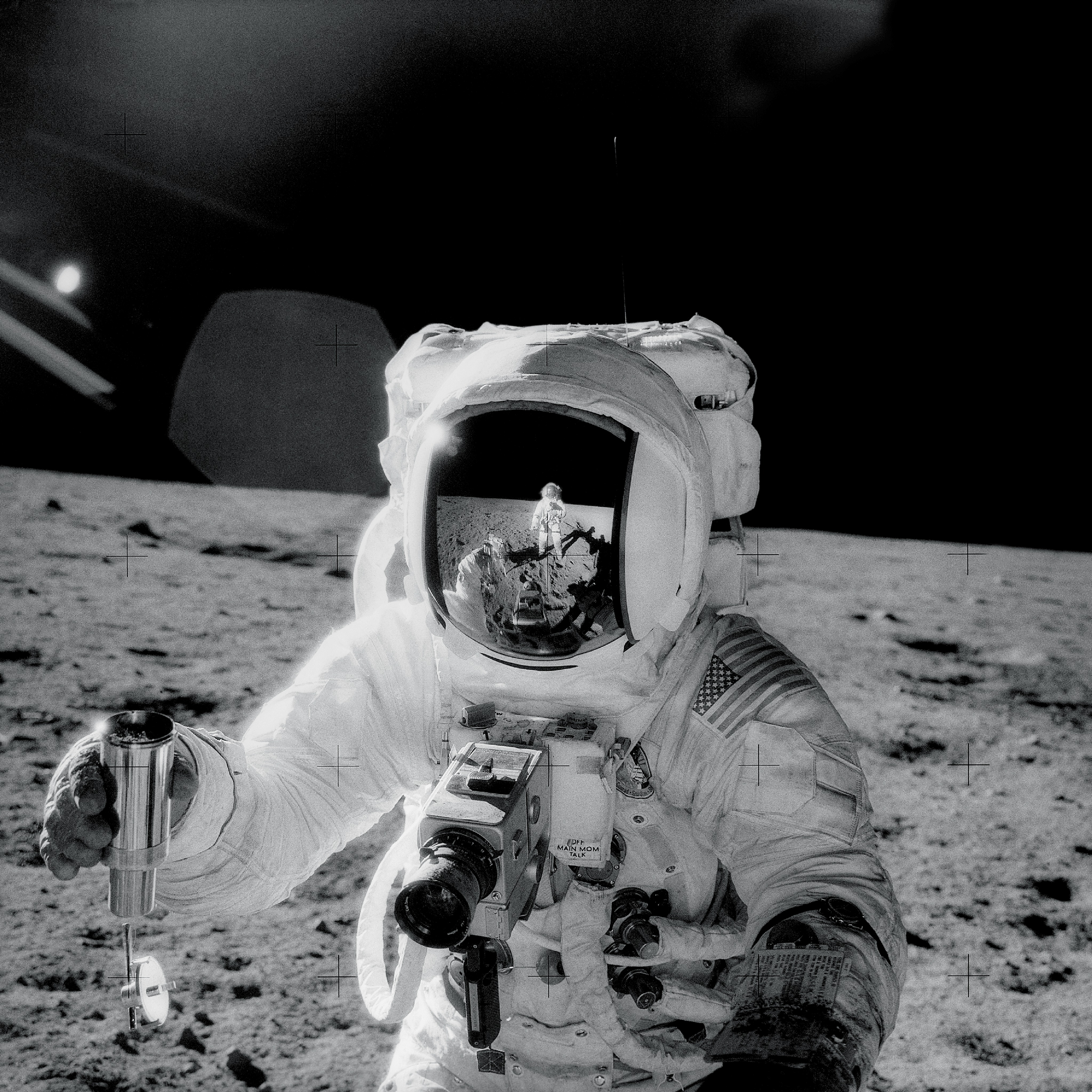
Alan Bean na Měsíci při letu Apollo 12

### Lety do vesmíru
S Apollem 12 k Měsíci odstartoval z mysu Canaveral na podzim 1969, na palubě s ním byl ještě Charles Conrad a Richard Gordon. V posádce zastával funkci pilota měsíčního modulu lodi. Zatímco Gordon zůstal kroužit na jeho oběžné dráze, Bean s Conradem přistáli na Měsíci a jako třetí a čtvrtý člověk ze Země na něj vystoupili.
Po skončení letu s celou posádkou Apola 12 i se svými manželkami vykonali cestu kolem světa se sérií přednášek a setkání. Několikrát byl televizním spolukomentátorem dalších letů Apolla. Později byl povýšen do hodnosti námořního kapitána, získal čestný doktorát Texaské univerzity a řadu dalších ocenění. Navíc zůstal celé roky ve výcviku v projektu Skylab.
Jeho další let byl na lodi Skylab 3. Také tato kosmická loď startovala z mysu Canaveral a to v červenci 1973. V posádce zastával funkci velitele letu, spolu s ním se dlouhodobé mise zúčastnili Owen Garriott a Jack Lousma. Na orbitální stanici Skylab nad Zemí plnili zadané úkoly celé dva měsíce a po 1427 hodinách ve vesmíru přistáli na hladině Tichého oceánu.
- Apollo 12 ( 14. listopadu 1969 – 24. listopadu 1969)
- Skylab 3 ( 28. července 1973 – 25. září 1973)

### Po skončení letů
Po druhém letu do vesmíru zůstal ještě v týmu kosmonautů a byl jmenován do záložní posádky projektu Sojuz-Apollo. V roce 1975 opustil námořnictvo a přijal funkci vedoucího operační a tréninkové skupiny budoucích kosmonautů. V dalších letech se začal věnovat malířství. Maloval především obrazy s náměty z Měsíce. O jeho obrazy s tematikou Měsíce byl velký zájem. V červenci 2009, ve 40. výročí přistání Apolla 11 na Měsíci, vystavoval své obrazy s měsíční tematikou v National Air and Space Museum ve Washingtonu.